# Broken English
Broken English ist ein Musikalbum von Marianne Faithfull. Es erschien 1979 bei Island Records und stellte ihr Comeback dar. 

## Geschichte
Broken English (1979) enthält Faithfulls bekannteste Stücke, die nach ihrer Version von As Tears Go By (1964) ihre größten Single-Erfolge wurden. Ihre vorherigen Alben waren geprägt durch sanften Folk-Rock- und Country-Sound. 
Mit Broken English stellte sie nun Songs vor, die sich am seinerzeit populären britischen New Wave orientierten. Ihre Stimme war jetzt tiefer und rauchiger als auf ihren bisherigen Aufnahmen. Das Cover zeigt sie in blaues Licht getaucht. Die rechte Hand hält eine brennende Zigarette, deren Glut rosa gefärbt wurde. Das Album erreichte den vierten Platz der deutschen Albumcharts.

## Titelliste
1. Broken English (Marianne Faithfull, Barry Reynolds, Joe Mavety, Steve York, Terry Stannard) – 4:35
2. Witches’ Song (Faithfull, Reynolds, Mavety, York, Stannard) – 4:43
3. Brain Drain (Ben Brierley, Tim Hardin) – 4:13
4. Guilt (Reynolds) – 5:05
5. The Ballad of Lucy Jordan (Shel Silverstein) – 4:09
6. What's the Hurry (Mavety) – 3:05
7. Working Class Hero (John Lennon) – 4:40
8. Why D’Ya Do It? (Heathcote Williams, Reynolds, Mavety, York, Stannard, Faithfull) – 6:45

### Broken English
Der Titelsong des Albums ist vom europäischen, linksradikalen Terrorismus inspiriert. Er ist Ulrike Meinhof gewidmet. Der Song erreichte 1980 in den deutschen Singlecharts den 36. Platz.

### The Ballad of Lucy Jordan
Der Song war ursprünglich von Shel Silverstein für die Band Dr. Hook geschrieben worden. Dr. Hook hatte das Lied 1975 für das gleichnamige Album aufgenommen. Lee Hazlewood hatte den Song 1976 für sein Album 20th Century Lee aufgenommen. Die bekannteste Version stammt allerdings von Faithfull, die mit diesem Lied ihren größten Singleerfolg hatte. In Deutschland kam die Single bis auf den fünften Platz der Charts und hielt sich elf Wochen in den Top Ten.
Das Lied handelt von einer 37-jährigen amerikanischen Hausfrau, die vom Vorstadtleben desillusioniert ist. Von der Erkenntnis, dass sich ihre Jugendträume niemals erfüllen werden, wird sie in eine suizidale Krise gestürzt. Sie hatte immer davon geträumt, einmal in einem offenen Sportwagen durch Paris zu fahren und dabei den warmen Sommerwind in den Haaren zu spüren. Am Ende des Liedes ist ihre Realitätswahrnehmung bereits so weit gestört, dass sie den Krankenwagentransport in die Psychiatrie als Sportwagenfahrt durch Paris erlebt.
Das Lied wurde mehrmals in Filmen verwendet, so zum Beispiel in Thelma & Louise. Eine Coverversion dieses Stücks in deutscher Sprache existiert unter dem Titel Heidi Bormann und ist auf dem Album Das Beste & Reste der Leipziger Folk-Band Folkländer zu finden.

### Working Class Hero
Working Class Hero ist ein Lied von John Lennon, das er 1970 für sein Album John Lennon/Plastic Ono Band aufgenommen hatte.

## Besetzung
- Marianne Faithfull: Gesang
- Diane Birch
- Frankie Collins
- Jim Cuomo
- Isabella Dulaney
- Guy Humphries
- Joe Mavety
- Morris Pert
- Barry Reynolds (Gitarre)
- Terry Stannard
- Darryl Way
- Steve Winwood
- Steve York

## Rezeption
Im US-amerikanischen Fanzine Touch and Go bezeichnete Rezensent Tesco Vee das Album als eines seiner Lieblingsalben mit weiblichen Singstimmen und positionierte es für das Jahr 1979 vor Alben von Lene Lovich und Siouxsie and the Banshees.

## Kommerzieller Erfolg

### Chartplatzierungen
| ChartsChartplatzierungen       | Höchstplatzierung | Wochen |
| ------------------------------ | ----------------- | ------ |
| Deutschland (GfK)              | 4 (32 Wo.)        | 32     |
| Österreich (Ö3)                | 3 (18 Wo.)        | 18     |
| Vereinigte Staaten (Billboard) | 82 (15 Wo.)       | 15     |
| Vereinigtes Königreich (OCC)   | 57 (3 Wo.)        | 3      |

| ChartsJahrescharts (1980) | Platzierung |
| ------------------------- | ----------- |
| Deutschland (GfK)         | 17          |
| Österreich (Ö3)           | 11          |

### Auszeichnungen für Musikverkäufe
| Land/Region        | Auszeichnungen für Musikverkäufe (Land/Region, Auszeichnung, Verkäufe) | Verkäufe |
| ------------------ | ---------------------------------------------------------------------- | -------- |
| Australien (ARIA)  | Platin                                                                 | 70.000   |
| Deutschland (BVMI) | Gold                                                                   | 250.000  |
| Frankreich (SNEP)  | Gold                                                                   | 100.000  |
| Kanada (MC)        | Platin                                                                 | 100.000  |
| Neuseeland (RMNZ)  | 5× Platin                                                              | 100.000  |
| Insgesamt          | 2× Gold · 7× Platin ·                                                  | 620.000  |